# Mbouda
Mbouda este un oraș din departamentul Bamboutos, Camerun.